# Rhaphidolejeunea
Rhaphidolejeunea är ett släkte av bladmossor. Rhaphidolejeunea ingår i familjen Lejeuneaceae.
Kladogram enligt Catalogue of Life:
| Rhaphidolejeunea | \| \| Rhaphidolejeunea fleischeri \| \| \| \| \| \| Rhaphidolejeunea foliicola \| \| \| \| \| \| Rhaphidolejeunea spicata \| \| \| \| \| \| Rhaphidolejeunea tibetana \| \| \| \| \| \| Rhaphidolejeunea yunnanensis \| \| \| \| |
|                  | \| \| Rhaphidolejeunea fleischeri \| \| \| \| \| \| Rhaphidolejeunea foliicola \| \| \| \| \| \| Rhaphidolejeunea spicata \| \| \| \| \| \| Rhaphidolejeunea tibetana \| \| \| \| \| \| Rhaphidolejeunea yunnanensis \| \| \| \| |
|                  | Rhaphidolejeunea fleischeri |
|                  | |
|                  | Rhaphidolejeunea foliicola |
|                  | |
|                  | Rhaphidolejeunea spicata |
|                  | |
|                  | Rhaphidolejeunea tibetana |
|                  | |
|                  | Rhaphidolejeunea yunnanensis |
|                  | |